# Jean-Louis Annecy
Jean-Louis Annecy est un ancien esclave devenu officier militaire puis homme politique français, né vers 1758 dans la colonie de Saint-Domingue, et mort vers 1807 victime de la déportation des Antillais en Corse par le premier Consul Napoléon Bonaparte.

## Biographie
Jean-Louis naît esclave, approximativement vers 1758, dans la colonie française de Saint-Domingue. Son maître, Pierre Antoine, libre de couleur  engagé dans la « compagnie des nègres libres du Cap », l'emmène avec lui comme aide de camp pendant la guerre d'indépendance américaine (siège de Savannah). Le 3 mai 1783, en récompense de ses « bons services », Jean-Louis est affranchi par son propriétaire et supérieur hiérarchique, pour la somme de 300 livres tournois, et devient Jean-Louis Annecy.
Il obtient le grade de capitaine dans le premier régiment de troupes franches du Cap et achète des terres dans les environs de la capitale coloniale.
Le 17 avril 1797 (germinal an V), Jean-Louis Annecy est élu représentant au Conseil des Anciens, chambre haute du parlement français sous le Directoire, et dernière assemblée à siéger au Palais des Tuileries. Il fréquente assidûment la deuxième Société des amis des Noirs et des colonies.
Au lendemain du coup d'État de Napoléon Bonaparte le 18 brumaire an VIII (9 septembre 1799), Annecy est exclu du Corps législatif, comme toute la députation de Saint-Domingue. Toutefois, contrairement à Léger-Félicité Sonthonax et ses acolytes Étienne Mentor et Claude Leborgne de Boigne,, aucun mandat d'arrêt n'est émis contre lui. Il peut donc retourner à Saint-Domingue.
En 1802, lors de l'expédition militaire française envoyée par Bonaparte à Saint-Domingue pour y rétablir l'autorité de la métropole et l'esclavage, le général Leclerc déporte Annecy au bagne d'Ajaccio en Corse,.
Transféré ensuite sur l'île d'Elbe, voisine de la Corse, et placé en résidence surveillée, il meurt à l'âge de 49 ans en 1807.

## Analyse de son parcours
Selon Bernard Gainot, qui pose la problématique de l'oubli de Jean-Louis Annecy : « L’oubli complet dans lequel le personnage a sombré a des causes objectives : Annecy ne laisse aucune trace directe, faute de quoi a longtemps été réputée impossible toute narration positive. Le silence et l’invisibilité d’Annecy venaient pourtant cautionner les courants historiographiques établis. Quelle place accorder à la promotion individuelle lorsqu’on a affaire au métadiscours de l’épopée, qui ne veut retenir d’autre perspective que le raccourci direct, quasi instantané, entre le soulèvement massif des esclaves de 1791 (quasi sui generis, sans contradictions) et l’indépendance de 1804 (elle-même sui generis et sans contradictions) ? »

## Sources et bibliographie
- Observations d'Etienne Mentor et Jean Louis Anncy députés de Saint-Domingue. Sur l'opinion du Citoyen Brothier, Membre du Conseil des Anciens
- Les Représentans du peuple Tonnelier et Annecy, membres du Conseil des Anciens, aux citoyens composant le Consulat de [sic] la République française, à Paris. Du 24 brumaire an 8 (Pour demander l'élargissement du sieur Sonthonax, ex-agent du Directoire à Saint-Domingue) signé J. Tonnelier et Annecy[6],[7]
- Gazette nationale ou le Moniteur universel volume 20 1798
- Liste des représentants du peuple, membres des deux conseils au 1er prairial Imprimerie nationale, 1798
- Bernard Gainot, Chapitre 4. Jean-Louis Annecy (vers 1758-vers 1807) : du Cap-Français aux Tuileries, des Tuileries au bagne, un parcours emblématique, Karthala, 2007 (lire en ligne)
- Bernard Gainot « La députation de Saint-Domingue au corps législatif du Directoire » Outre-Mers. Revue d'histoire  Année 1997  316  pp. 95-110 sur le portail Persée
- Georges Goyau, Charles Baussan et Pierre Coste (préf. Jean Verdier), Trois siècles d'histoire religieuse. Les Filles de la Charité., Paris, Éditions Desclée de Brouwer, 1933, 259 p. (BNF 32186298)

- Eric Saunier, Figures d'esclaves. Présences, paroles, représentations Publications des universités de Rouen et du Havre, 2012 p. 83]